# Lingua tuareg
La lingua  tamahaq o tamasheq o tamajeq (lingua che in Italia traduciamo come lingua tuareg) è una lingua berbera parlata in Niger, Mali e altri stati dell'Africa nordoccidentale.

## Distribuzione geografica
È la lingua parlata dai tuareg. È parlata soprattutto in Mali e Niger, con gruppi significativi anche in Algeria, Libia e Burkina Faso, mentre piccole comunità (progressivamente assorbite dalle etnie locali) si trovano anche in Ciad (i Kinnin).
Secondo le stime di Ethnologue, è parlata complessivamente da 1.248.200 persone, così ripartite geograficamente: 720.000 in Niger, 440.000 in Mali, 40.000 in Algeria, 31.200 in Burkina Faso e 17.000 in Libia.

### Dialetti e lingue derivate
Essa costituisce la rappresentante più meridionale del berbero. A sua volta si divide in numerosi dialetti, con un grado abbastanza notevole di intercomprensione.
Lo standard ISO 639-3 classifica il tuareg, con la denominazione tamashek, come macrolingua composta dai seguenti membri:
- lingua tahaggart tamahaq (thv)
- lingua tamasheq (taq)
- lingua tawallammat tamajaq (ttq)
- lingua tayart tamajeq (thz)

Al nord, il tahaggart è parlato da 77.000 persone in Algeria, Niger e Libia, in particolare nella regione dell'Ahaggar, nel Tassili n'Ajjer e presso i taitoq.
Il tamasheq conta 250.000 locutori in Mali e 31.200 in Burkina Faso (in realtà si tratta di diverse varietà, anche piuttosto differenti tra loro).
Il tawallammat o tawellemmet è l'idioma più diffuso, con 640.000 locutori, a cavallo tra Mali (iwellemmeden dell'ovest, Kel Ataram) e Niger (iwellemmeden dell'est, Kel Denneg).
Il tayart o tayert è parlato da 250.000 persone stanziate nell'Aïr, in Niger.
Tra le classificazioni scientifiche più recenti, quella di Prasse prevede: W (tawellemmet dell'est), Y (tayert), G (tamesgerest, lingua dei Kel Geres, sud del Niger), WW (tawellemmet dell'ovest), D (tadghaq, lingua dell'Adrar degli Ifoghas, nord del Mali), N (taneslemt, lingua degli igellad, gruppi di tribù marabuttiche lungo il fiume Niger, a sud di Timbuctù), H (tahaggart).

## Classificazione
Secondo Ethnologue, la classificazione completa delle lingue tuareg o tamasheq è la seguente:
- Lingue afro-asiatiche
  - Lingue berbere
    - Lingue tamasheq 
      - Lingue tamasheq settentrionali
        - Lingua tahaggart tamahaq (thv)

      - Lingue tamasheq meridionali
        - Lingua tawallammat tamajaq (ttq)
        - Lingua tayart tamajeq (thz)
        - Lingua tamasheq (taq)

## Fonologia
Una delle isoglosse più caratteristiche del tuareg sul piano fonetico è il trattamento di *z etimologico. Questo suono, infatti, che appare conservato nella maggior parte dei dialetti berberi del nord, subisce in tuareg delle modificazioni, che lo hanno trasformato ora in j (IPA [ʒ]) (palatalizzazione) ora in š ([ʃ]) (de-sonorizzazione), ora infine in h. Cosicché la designazione autoctona della lingua berbera, che in altre regioni berbere è tamazight, in tuareg non presenta il suono z interno, ma h (tamahaq), j (tamajeq, dialetti tawellemmet e tayert), tamashaq (tadghaq, taneslemt).

## Lessico
Tra tutte le varietà di berbero, il tuareg è quella che meno ha subito l'influsso dell'arabo, in particolare sul piano lessicale. Per questo motivo le proposte di neologismi berberi (come quelle presenti nell'Amawal) attingono molti vocaboli al lessico tuareg (come il saluto, azul, impiegato per sostituire formule arabe come assalamu aleikum). In compenso, in tuareg sono presenti numerosi prestiti da altre lingue come hausa e dialetti songhai.

## Sistema di scrittura
La lingua tuareg è l'unica lingua berbera che impieghi ancora, senza soluzione di continuità dai tempi antichi, l'antica scrittura autoctona del Nordafrica, denominata tifinagh. Di essa esistono alcune varianti, a seconda delle diverse regioni e dei diversi parlari, anche se in generale gli elementi-base sono costanti e chi ne conosce una varietà non ha difficoltà a leggere anche le altre.
Il tamasheq, il tawallammat e il tayart vengono scritti anche con l'alfabeto latino.
Il tahaggart viene scritto anche con l'alfabeto arabo.

### Dizionari
- Ghubăyd ăgg-Ălăwjeli (Ghoubeïd Alojali), Ăwgălel temajeq-tefrensist. Lexique touareg-français, Akademisk forlag, Kopenhagen 1981 - ISBN 87-500-1988-0
- Charles de Foucauld, Dictionnaire abrégé touareg-français de noms propres (dialecte de l'Ăhaggar), (a cura di André Basset, Paris, Larose, 1940.
- Charles de Foucauld, Dictionnaire touareg-français (dialecte de l'Ahaggar), in 4 volumi, Paris, Imprimerie Nationale de France, 1951-1952.
- Karl-G. Prasse & Ghoubeid Alojali, Lexique touareg-français, Copenaghen: Museum Tusculanum Press, 2e éd. 1998.
- Karl G. Prasse, Ghubăyd ăgg-Ălăwžəli, Ghăbdəwan əg-Muxămmăd: Asăggălalaf tămažǝq-tăfrănsist. Dictionnaire touareg-français (Niger), Copenaghen, Museum Tusculanum Press, 2003 (2 voll.) - ISBN 87-7289-844-5
- Jeffrey Heath, Dictionnaire touareg du Mali, Paris, Karthala, 2006 - ISBN 2-84586-785-9.
- Hans Ritter, Wörterbuch zur Sprache und Kultur der Twareg (I. Twareg-Französisch-Deutsch, XVIII + 1069 pp.; - II. Deutsch-Twareg, XXIV + 1128 pp), Wiesbaden, Harrassowitz, 2009. - ISBN 978-3-447-06091-2
- David Sudlow, Dictionary of the Tamasheq of North-East Burkina Faso, Köln: Köppe, 2009 ("Berber Studies" 24) - ISBN 978-3-89645-924-4

### Grammatiche e studi linguistici
- Adolphe de Calassanti-Motylinski, Grammaire, dialogues et dictionnaire touaregs [publ. par René Basset; revus et complétés par le P. de Foucauld], Alger, P. Fontana, 1908 (testo pdf online - dal sito gallica.bnf.fr)[collegamento interrotto]
- Charles de Foucauld, Notes pour servir à un essai de grammaire touarègue (dialecte de l'Ahaggar), Alger, J. Carbonel, 1920
- Adolphe Hanoteau, Essai de grammaire de la langue tamachek', renfermant les principes du langage parlé par les Imouchar' ou Touareg, des conversations en tamachek', des fac-simile d'écritures en caractères tifinar', et une carte indiquant les parties de l'Algérie où la langue berbère est encore en usage, Paris: Impr. impériale, 1860 (Premio Volney dell'Académie des inscriptions et belles-lettres) (testo in pdf)[collegamento interrotto]
- Jeffrey Heath, Grammar of Tamashek, Berlin: Mouton-De Gruyter, 2005 -  ISBN 3-11-018484-2
- Petites sœurs de Jésus, Initiation à la tayărt (təmajăq de l'Āyər), Agadez, 20023 (completato da due CD, Guide de prononciation de la langue touarègue de l'Aïr, registrati da Mano Dayak nel 1970, digitalizzati nel 2006)
- Karl-G. Prasse, A propos de l'origine de h touareg (tahaggart), København: Munksgaard, 1969 (“Det Kongelige Danske Videnskabernes Selskab - Historisk-filosofiske Meddelelser” 43, 3).
- Karl-G. Prasse, Manuel de grammaire touarègue (tahaggart), vol. 1 (1972): I-III, Phonétique, Écriture, Pronom; vol. 2 (1973): VI-VII, Verbe; vol. 3 (1974): IV-V, Nom, Copenhague, Akademisk Forlag; vol. 4 (2008): VIII-IX – Syntaxe, Schwülper, Cargo-Verlag, 2008
- Karl-G. Prasse & Ekhya ăgg-Ălbosṭan ăg-Sidiyăn, Tableaux morphologiques: dialecte touareg de l'Adrar du Mali (berbère). Tesaten en-tmăwiten, Akademisk forlag, Kopenhagen 1985 - ISBN 87-500-2568-6
- David Sudlow, The Tamasheq of North-East Burkina Faso. Notes on Grammar and Syntax including a Key Vocabulary, Köln: Köppe, 2001 ("Berber Studies" 1) - ISBN 3-89645-380-7

### Testi letterari
- Mohamed Aghali Zakara & Jeannine Drouin, Traditions touarègues nigériennes,, Paris, L'Harmattan, 1979 - ISBN 2-85802-131-7
- Ghubăyd ăgg-Ălăwjeli, Ăttarikh ən-Kəl-Dənnəg - Histoire des Kel-Denneg, Copenhague, Akademisk Forlag, 1975 - ISBN 87-500-1585-0
- Moussa Albaka & Dominique Casajus, Poésies et chants Touaregs de l'Ayr. Tandis qu'ils dorment tous, je dis mon chant d'amour, Paris, Awal-L'Harmattan, 1992 - ISBN 2-7384-1410-9
- Dominique Casajus, Peau d'âne et autres contes touaregs, Paris: L'Harmattan, 1985 - ISBN 2-85802-469-3
- Gian Carlo Castelli Gattinara. I tuareg attraverso la loro poesia orale, Roma, CNR, 1992
- Charles de Foucauld, Poésies touareg, in 2 volumi, Paris, Leroux, 1925-1930
- Charles de Foucauld, Textes touaregs en prose, Alger, Carbonnel, 1922 (rist. Aix-en-Provence, Edisud, 1984 - ISBN 2-85744-176-2)
- Mohamed Ghabdouane & Karl-G. Prasse, Poèmes touaregs de l'Ayr, in 2 volumi, Copenaghen, University of Copenaghen, 1989-1990 (vol. 1 - ISBN 87-7289-046-0; vol. 2: ISBN 87-7289-087-8)
- Jeffrey Heath, Tamashek texts from Timbuktu and Kidal (Mali), Köln, Köppe, 2005 ("Berber Studies" 13) - ISBN 3-89645-392-0
- Ăkhmədŭw ăg-Khamidun, Imăyyăn d-əlqissăten ən-Kəl-Dənnəg - Contes et récits des Kel-Denneg, Copenhague, Akademisk Forlag, 1976 - ISBN 87-500-1655-5